# Абаєв Соломон Миколайович
Соломон Миколайович Абаєв (нар. 1904, село Сба Горійського повіту Тифліської губернії, тепер Республіка Грузія — 1971, Орджонікідзе, Російська Федерація) — радянський партійний діяч, голова Північно-Осетинського облвиконкому. Депутат Верховної Ради СРСР 1-го скликання.

## Біографія
Народився в осетинській родині робітника-водопровідника. У квітні 1917 — жовтні 1918 р. — пастух громадської череди, у листопаді 1918 — травні 1919 р. — селянин в господарстві дядька у селі Сба Горійського повіту. У травні — жовтні 1919 р. — підсобний робітник на берегоукріплювальних роботах у Владикавказі.
У жовтні 1919 — лютому 1920 р. — учень Владикавказького духовного училища. У березні — серпні 1920 р. — не працював. У вересні 1920 — травні 1921 р. — учень Владикавказької школи 1-го ступеня. У 1921 році закінчив початкову школу у Владикавказі і вступив до комсомолу.
У травні 1921 — квітні 1923 р. — розсильний Горського обласного і Владикавказького окружного комітетів РКП(б). У квітні — грудні 1923 р. — наглядач Владикавказького виправного будинку. У січні — серпні 1924 р. — робітник складу Північно-Осетинської обласної спілки споживчих товариств.
У серпні 1924 — січні 1927 р. — завідувач економічного відділу, завідувач організаційного відділу Владикавказького окружного комітетів комсомолу (ВЛКСМ).
Член ВКП(б) з червня 1925 року.
У січні 1927 — січні 1929 р. — уповноважений із роботи серед національних меншин, інструктор, завідувач архівного бюро, відповідальний секретар виконавчого комітету Північно-Кавказької крайової ради.
У січні 1929 — січні 1930 р. — студент Північно-Кавказької практичної академії сільського господарства імені Андреєва у місті Новочеркаську.
У січні — травні 1930 р. — інструктор-організатор Північно-Осетинської рільничої Колгоспспілки. У травні 1930 — березні 1931 р. — інструктор Північно-Осетинського обласного комітету ВКП(б).
У березні 1931 — червні 1932 р. — секретар Владикавказького окружного комітету ВКП(б), секретар Орджонікідзевського районного комітету ВКП(б). У червні 1932 — січні 1933 р. — завідувач відділу кадрів Північно-Осетинського обласного комітету ВКП(б).
У січні — вересні 1933 р. — секретар Алагіро-Ардонського районного комітету ВКП(б) Північно-Осетинської АРСР. У жовтні 1933 — березні 1934 р. — завідувач розподільного відділу Північно-Осетинського обласного комітету ВКП(б).
У березні 1934 — серпні 1935 р. — слухач курсів марксизму-ленінізму при ЦК ВКП(б). У серпні 1935 — червні 1937 р. — слухач історичного факультету Інституту червоної професури у Москві, закінчив два курси.
У червні — вересні 1937 р. — завідувач агітаційно-пропагандистського відділу Північно-Осетинського обласного комітету ВКП(б). У вересні — жовтні 1937 р. — 2-й секретар Північно-Осетинського обласного комітету ВКП(б).
У жовтні 1937 — червні 1938 р. — виконувач обов'язків голови виконавчого комітету Північно-Осетинської обласної ради. Потім був направлений у розпорядження ЦК ВКП(б) у Москві. З липня 1938 року до листопада 1939 року не працював. 14 серпня 1938 року виключений із членів ВКП(б).
У листопаді 1939 — липні 1940 р. — постачальник Орджонікідзевського заводу цинкових відбілювачів, у липні 1940 — липні 1941 р. — завідувач відділу хімікатів Орджонікідзевського місцпромпостачу.
13 липня 1941 року заарештований органами НКВС у місті Орджонікідзе. 26 лютого 1942 року засуджений на 10 років ув'язнення у виправно-трудових таборах (ВТТ). Покарання відбував у Сталінградському, Тагільському, Карагандинському та Степному виправно-трудових таборах МВС СРСР. У серпні 1951 — квітні 1956 р. — у засланні, працював у колгоспі імені Леніна села Татарська Сухобузимського району Красноярського краю.
4 травня 1956 року реабілітований, а 5 липня 1956 року відновлений у членах КПРС.
З липня 1956 року проживав у місті Орджонікідзе (Владикавказі), не працював.